# Kurt Heinrich Wolff
Kurt Heinrich Wolff  (Darmstadt, Alemania, 20 de mayo de 1912-Newton, Estados Unidos, 14 de septiembre de 2003) fue un destacado sociólogo estadounidense de origen alemán.

## Biografía
Después de graduarse en 1932 en Darmstadt, Wolff comenzó sus estudios filosóficos y sociológicos en Fráncfort, donde fue alumno de Karl Mannheim, y más tarde en Mónaco de Baviera.
En 1933, debido a las leyes raciales nazis introducidas en Alemania, con la ayuda de su futura esposa Carla Bruck se mudó a Florencia, Italia, donde se matriculó en la Facultad de Filosofía y Letras. Durante esos años entabló amistad con su compañero de estudios Aurelio Pace, historiador de África de la UNESCO y padre del artista Joseph Pace, quien le ayudó a traducir del alemán la tesis "Sociología del conocimiento", que Wolff discutió en 1935 con Ludovico Limentani.
Hasta 1939 Wolff siguió viviendo en Italia trabajando como profesor en Florencia y más tarde en Camogli. Ese año, la promulgación de las leyes raciales fascistas lo obligaron a abandonar Italia. Tras una breve estancia en Inglaterra se marchó a los Estados Unidos, donde obtuvo en 1945 la ciudadanía estadounidense.
Ese año, con la ayuda de un sobrino obtuvo un puesto como profesor asistente de sociología en la Southern Methodist University (Texas). Cuatro años más tarde obtuvo una beca del "Social Science Research Council", lo que le permitió estudiar en la Universidad de Chicago y realizar investigaciones de campo en Nuevo México.
En 1950 fue contratado como profesor de sociología en el Earlham College (Indiana), y en 1952 en la Universidad de Ohio. En 1959 se trasladó a la Brandeis University (Massachusetts) donde trabajó hasta 1993.
Desde 1964 integró el Consejo de Administración de "Sociological Abstracts". Fue también profesor visitante en la Universidad de Friburgo (1966-1967).
Tradujo numerosas obras de Georg Simmel. y de Karl Mannheim. De 1966 a 1972 presidió el Comité de Investigación de Sociología del Conocimiento de la Asociación Internacional de Sociología y de 1972 a 1979 la Sociedad Internacional para la Sociología del Conocimiento.
Wolff fue también miembro honorario de la Sociedad Alemana de Sociología. En 1987, en Darmstadt, su ciudad natal, fue honrado con la Medalla de Johann Heinrich Merck.

## Obra
- Trying Sociology (1974).
- Surrender and Catch (1976).
- Versuch zu einer Wissenssoziologie (1968).
- Hingebung und Begriff. Soziologische Essays (1968).
- Die persönliche Geschichte eines Emigranten, in: Srubar, Ilja (Hg.), Exil, Wissenschaft, Identität. Die Emigration deutscher Sozialwissenschaftler 1933-1945, Frankfurt am Main: suhrkamp, 1988, S. 13-22 (hier auch Quelle).
- Soziologie in der gefährdeten Welt (1998).
- o´Loma! (1989).
- Transformation in the Writing (1995).